# Unabhängigkeitsgericht

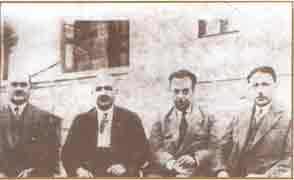
Richter des Unabhängigkeitsgerichts in Ankara, v. l. n. r.: Kılıç Ali Bey (Präsident), Ali Çetinkaya (Mitglied), Necip Ali Bey (Staatsanwalt) und Reşit Galip Bey (Mitglied)

Die Unabhängigkeitsgerichte (türkisch İstiklal Mahkemeleri) waren türkische Sondergerichte, die während des Türkischen Unabhängigkeitskrieges mit dem Gesetz Nr. 21 über Deserteure (Firariler Hakkında Kanun) vom 11. September 1920 gegründet wurden. Die Gerichte verhandelten Fälle von Vaterlandsverrat, Fahnenflucht, Gefährdung der staatlichen Sicherheit und Spionage. Insbesondere wurden Verstöße gegen das Gesetz Nr. 2 über den Vaterlandsverrat (Hıyanet-i Vataniye Kanunu) vom 29. April 1920 verhandelt. Des Weiteren dienten die Gerichte der Niederschlagung lokaler, religiös begründeter, antinationalistischer Revolten.
Entsprechend Art. 2 des Gesetzes Nr. 29 über die Unabhängigkeitsgerichte (İstiklâl Mehâkimi Kânunu; später İstiklal Mahkemeleri Kanunu) vom 31. Juli 1922 wurde jedes Gericht mit einem Präsidenten, zwei Mitgliedern, einem Staatsanwalt und einem Ersatzmitglied besetzt. Diese wurden in geheimer Abstimmung von und aus den Reihen der Großen Nationalversammlung mit absoluter Mehrheit gewählt.
Von Oktober 1920 bis Mai 1923 wurden insgesamt 3.919 Personen von Unabhängigkeitsgerichten zum Tode verurteilt. Eine Berufung gegen Urteile des Gerichts war nicht möglich. Nach Art. 6 des Gesetzes Nr. 29 besaß der Staatsanwalt das Recht, Urteile innerhalb von drei Tagen anzufechten. Todesurteile bedurften – außer in besonders dringenden Fällen – gemäß Art. 5 des Gesetzes Nr. 29 der Bestätigung durch die Große Nationalversammlung. Die Strafen umfassten unter anderem Körperstrafen, Geldstrafen, Zwangsarbeit, Lebenslange Freiheitsstrafen und Todesstrafen. Das Gericht konnte zur Strafe auch Häuser von Verurteilten niederbrennen lassen oder Familienmitglieder eines Fahnenflüchtigen zum Kriegsdienst heranziehen.
Unabhängigkeitsgerichte gab es in Ankara, Eskişehir, Konya, Isparta, Sivas, Kastamonu, Pozantı, Diyarbakır, Yozgat und Samsun. 
Im Rahmen des Gesetzes Takrir-i Sükûn Kanunu wurden zwischen 1925 und 1927 zwei Gerichte wiedergegründet. Diese befanden sich in Ankara und in Diyarbakır.